# Houston Oilers 1965
La stagione 1965 degli Houston Oilers è stata la sesta della storia della franchigia nell'American Football League.
La squadra replicò il record di 4-10 dell’anno precedente, non raggiungendo i playoff per il terzo anno consecutivo. Fu anche la prima stagione al Rice Stadium.
Gli Oilers del 1965 concessero 5,29 yard medie a corsa, il peggior risultato della storia dell'American Football League e l’ottavo peggiore nella storia del football.

## Calendario
| Stagione regolare |                       |           |
| Turno             | Avversario            | Risultato |
| 1                 | New York Jets         | V 27–21   |
| 2                 | Boston Patriots       | V 31–10   |
| 3                 | at Oakland Raiders    | S 21–17   |
| 4                 | at San Diego Chargers | S 31–14   |
| 5                 | at Denver Broncos     | S 28–17   |
| 6                 | Kansas City Chiefs    | V 38–36   |
| 7                 | at Buffalo Bills      | V 19–17   |
| 8                 | Oakland Raiders       | S 33–21   |
| 9                 | Denver Broncos        | S 31–21   |
| 10                | at New York Jets      | S 41–14   |
| 11                | at Kansas City Chiefs | S 52–21   |
| 12                | Buffalo Bills         | S 29–18   |
| 13                | San Diego Chargers    | S 37–26   |
| 14                | at Boston Patriots    | S 42–14   |

## Classifiche
| AFL Eastern Division | AFL Eastern Division | AFL Eastern Division | AFL Eastern Division | AFL Eastern Division | AFL Eastern Division | AFL Eastern Division | AFL Eastern Division | AFL Eastern Division | AFL Eastern Division |
|                      | V                    | S                    | P                    | %                    | DIV                  | PF                   | PS                   | Str.                 |                      |
| -------------------- | -------------------- | -------------------- | -------------------- | -------------------- | -------------------- | -------------------- | -------------------- | -------------------- | -------------------- |
| Buffalo Bills        | 10                   | 3                    | 1                    | .769                 | 4–2                  | 313                  | 226                  | S1                   |                      |
| New York Jets        | 5                    | 8                    | 1                    | .385                 | 3–3                  | 285                  | 303                  | V1                   |                      |
| Boston Patriots      | 4                    | 8                    | 2                    | .333                 | 2–4                  | 244                  | 302                  | V3                   |                      |
| Houston Oilers       | 4                    | 10                   | 0                    | .286                 | 3–3                  | 298                  | 429                  | S7                   |                      |

Nota: I pareggi non venivano conteggiati ai fini della classifica fino al 1972.